# سابروک آیلند (کارولینای جنوبی)
سابروک آیلند(به انگلیسی: Seabrook Island) شهری در ایالت کارولینای جنوبی کشور ایالات متحده آمریکا است که جمعیت آن در سرشماری سال ۲۰۱۰ میلادی، ۱٬۷۱۴ نفر بوده‌است.